# Lac Whitton
Le Lac Whitton est un lac situé près du village de Nantes en Estrie. Il est la source de la Rivière Noire, un affluent du Grand lac Saint-François et un sous-affluent du Fleuve Saint-Laurent. 

## Géographie

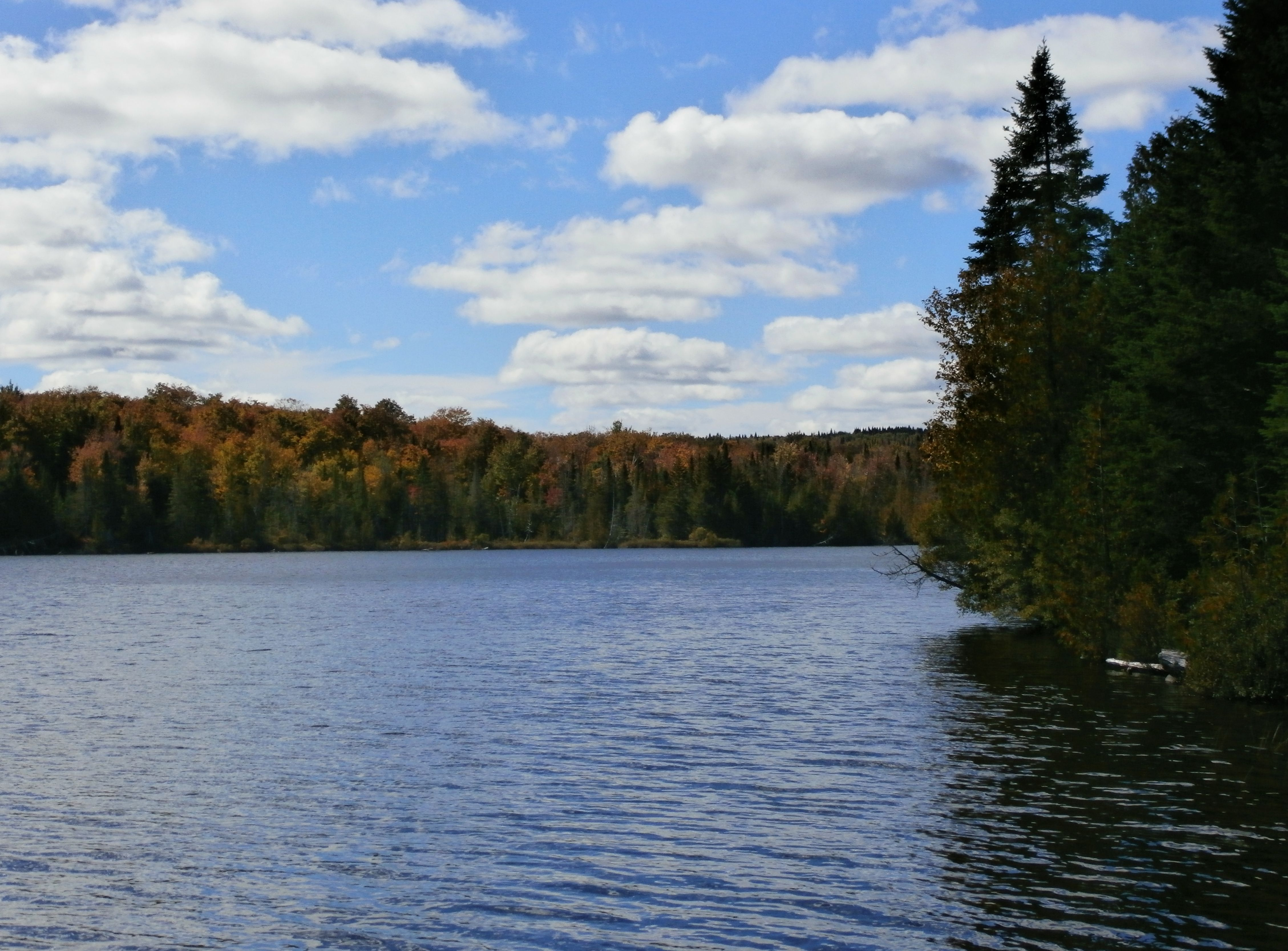
Le Lac Whitton vu vers l'ouest

Sa profondeur approximative maximum est de 2 mètres, sa largeur est de 750 mètres et sa longueur est de 1,5 km. Même si le lac est situé à quelques kilomètres seulement du Lac Mégantic et du lac Mckenzie, sa décharge coule dans le bassin versant voisin jusqu'au Grand lac Saint-François, source de la Rivière Saint-François.

## Tourisme
Le Chemin du Lac-Whitton permet l'accès au lac et est situé dans un environnement de nature et de forêt.